# Samsung Galaxy Xcover 5
El Samsung Galaxy Xcover 5 es un teléfono inteligente basado en Android diseñado, comercializado y fabricado por Samsung Electronics . Se anunció el 4 de marzo de 2021. El teléfono tiene una configuración de cámara única con una cámara principal de 16 MP, una pantalla HD+ de 5,3 pulgadas y una batería de iones de litio de 3000 mAh. Funciona con Android 11 (One UI 3).  

## Diseño

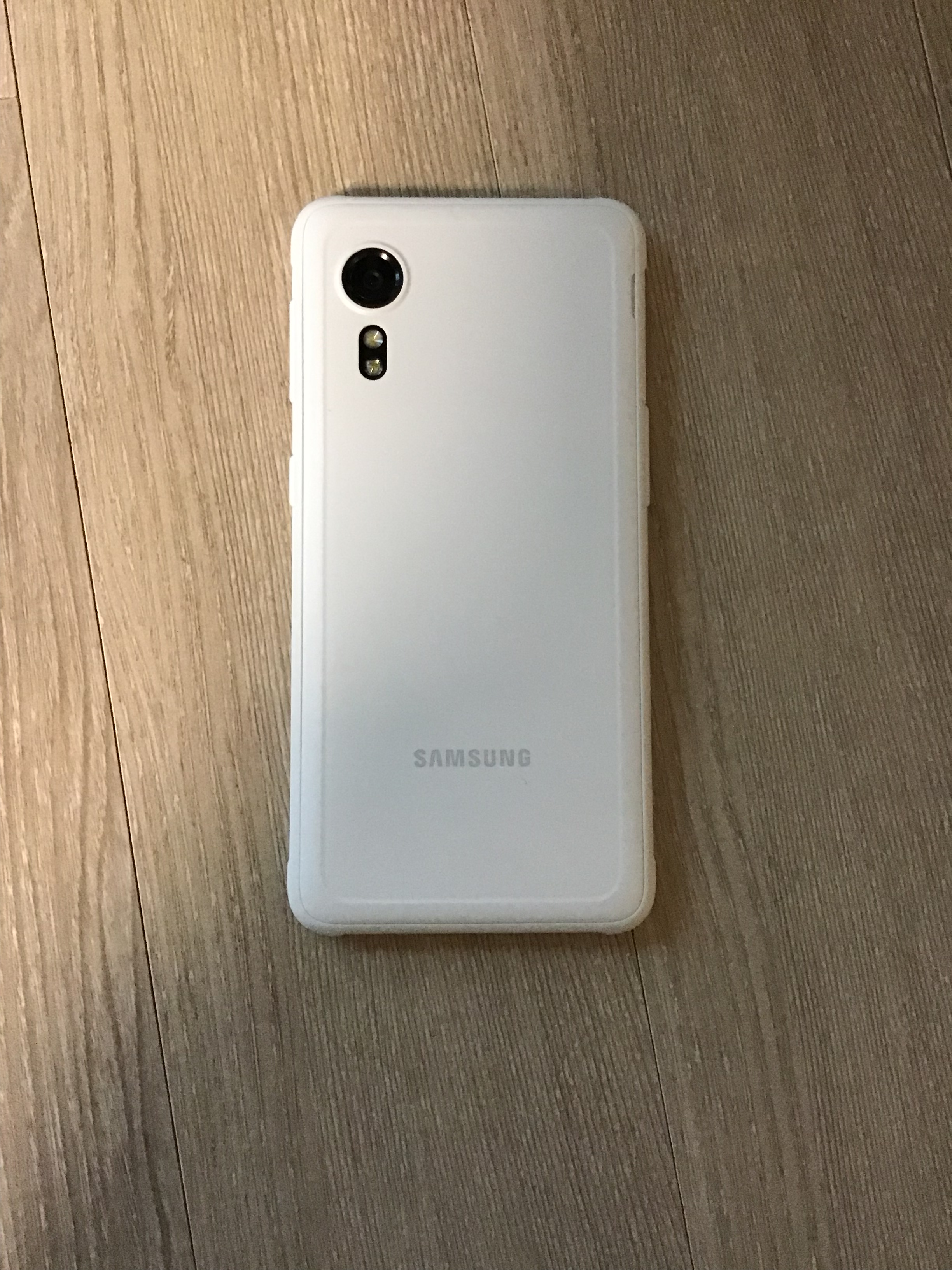
Parte trasera del Samsung Galaxy Xcover 5

El Samsung Galaxy Xcover 5 está construido con un marco de aluminio y una parte posterior de plástico para la pantalla. El dispositivo está disponible también en negro.

## Especificaciones

### Hardware
Tiene altavoces, uno ubicado en el borde inferior y el otro que se dobla como auricular. Se utiliza un puerto USB-C para cargar y conectar otros accesorios. 
El Samsung Galaxy Xcover 5 usa el sistema en un chip Exynos 850, CPU Octa-core (4x2.0 GHz Cortex-A55 y 4x2.0 GHz Cortex-A55), GPU Mali-G52 con 4 GB de RAM y 64 GB de almacenamiento interno no expandible eMMC 5.1.
El Samsung Galaxy Xcover 5 tiene una batería de 3000 mAh y es capaz de cargar rápidamente hasta 15 W. Tiene una clasificación de protección contra el agua IP68.
El Samsung Galaxy Xcover 5 cuenta con una pantalla LCD PLS de 5,3 pulgadas y 720p. La pantalla tiene una relación de aspecto de 18,5:9.
El Samsung Galaxy Xcover 5 incluye una sola cámara trasera. El sensor es de 16 megapíxeles con lente gran angular f/1.8, y la cámara frontal utiliza un sensor de 5 megapíxeles. Es capaz de grabar video de 1080p a 30 fps.

### Software
Este dispositivo viene con Android 11 (One UI 3).